# Krzysztof Chmielewski
Krzysztof Chmielewski (Varsovia, 8 de junio de 2004) es un deportista polaco que compite en natación, especialista en el estilo mariposa. Su hermano 
gemelo Michał compite en el mismo deporte.
Ganó dos medallas de plata en el Campeonato Mundial de Natación, en los años 2023 y 2025, una medalla de bronce en el Campeonato Mundial de Natación en Piscina Corta de 2024 y una medalla de plata en el Campeonato Europeo de Natación de 2024.
Participó en dos Juegos Olímpicos de Verano, ocupando el octavo lugar en Tokio 2020 y el cuarto en París 2024, en la prueba de 200 m mariposa.

## Palmarés internacional
| Campeonato Mundial                  | Campeonato Mundial  | Campeonato Mundial | Campeonato Mundial |
| Año                                 | Lugar               | Medalla            | Prueba             |
| ----------------------------------- | ------------------- | ------------------ | ------------------ |
| 2023                                | Fukuoka (Japón)     | Medalla de plata   | 200 m mariposa     |
| 2025                                | Singapur (Singapur) | Medalla de plata   | 200 m mariposa     |
| Campeonato Mundial en Piscina Corta |                     |                    |                    |
| Año                                 | Lugar               | Medalla            | Prueba             |
| 2024                                | Budapest (Hungría)  | Medalla de bronce  | 200 m mariposa     |
| Campeonato Europeo                  |                     |                    |                    |
| Año                                 | Lugar               | Medalla            | Prueba             |
| 2024                                | Belgrado (Serbia)   | Medalla de plata   | 200 m mariposa     |